# Малый Лих
Малый Лих — река в России, протекает по Североуральскому району Свердловской области. Устье реки находится в 66 км по правому берегу реки Вагран. Длина реки составляет 22 км.
Система водного объекта: Вагран → Сосьва → Тавда → Тобол → Иртыш → Обь → Карское море.

## Данные водного реестра
По данным государственного водного реестра России относится к Иртышскому бассейновому округу, водохозяйственный участок реки — Сосьва от истока до водомерного поста у деревни Морозково, речной подбассейн реки — Тобол. Речной бассейн реки — Иртыш.
Код объекта в государственном водном реестре — 14010502412111200009992.